# Daniel Molloy
Daniel Molloy é um personagem fictício na série de livros As Crônicas Vampirescas, da escritora Anne Rice. Ele apareceu pela primeira vez em Entrevista com o Vampiro (1976) como o jovem repórter que entrevistou Louis de Pointe du Lac, e teve sua identidade revelada em A Rainha dos Condenados (1988).

## Biografia ficcional
Daniel foi o jovem repórter anônimo que entrevistou Louis no livro Entrevista com o Vampiro. Ele é descrito por ter cabelos loiro cinza, olhos violetas e um "rosto de um estudante". Após a entrevista (Louis se recusa à transformá-lo em vampiro), ele tornou-se obcecado em encontrar Lestat. Ele não o encontra, mas encontra-se com Armand, na casa de Lestat. Armand estava fascinado com Daniel e viajou com ele pelo mundo por cerca de três anos, antes de começarem um bom relacionamento juntos. Daniel recebe um pequeno "frasco de sangue" de Armand para usar em volta do pescoço como proteção contra outros vampiros, que sentiriam o poder no sangue de Armand. Juntos, eles compram uma ilha de refúgio que Armand apelidara de "Night Island". Daniel está desanimado, pois ele deseja mais do que tudo se tornar um vampiro e Armand resiste a isso por um longo tempo.

## Daniel Molloy em outras mídias
No filme de 1994, Entrevista com o Vampiro, Daniel Molloy (creditado como "Malloy") foi interpretado por Christian Slater. O papel deveria ser interpretado supostamente por River Phoenix, que faleceu antes das cenas que envolviam Molloy fossem filmadas (grande parte do filme já tinha sido concluída). Slater assumiu o papel em última hora, doando seu salário para uma instituição de caridade. No final deste filme, Molloy não é mordido por Louis em casa na Divisadero Street, mas sim por Lestat em seu carro durante a condução sobre a ponte Golden Gate Bridge. É sugerido por Lestat que Daniel tem a escolha de ser transformado em vampiro por ele e aceitar o Dom das Trevas ou deixá-lo com a opção de morrer.
Em 2002, no filme A Rainha dos Condenados, apesar do livro dedicar uma grande parte do tempo ao seu relacionamento com Armand, este, interpretado por Matthew Newton, é visto no show de rock e na Casa de Sonoma sem Daniel.
Na série de televisão de 2022, Entrevista com o Vampiro de Anne Rice, Daniel é interpretado por Eric Bogosian como um jornalista renomado na casa dos 70 anos com doença de Parkinson, enquanto Luke Brandon Field interpreta a versão mais nova do personagem nos anos 70, durante a primeira entrevista.